# Guillermo Cosaro
Guillermo Cosaro (Laboulaye, Provincia de Córdoba, Argentina; 7 de marzo de 1989) es un futbolista argentino. Juega como lateral por izquierda, aunque también puede desempeñarse como marcador central, y su primer equipo fue Talleres de Córdoba. Actualmente milita en Gimnasia y Esgrima de Jujuy de la Primera Nacional.

## Trayectoria
Guillermo Cosaro realizó las inferiores en Talleres y debutó en el año 2009 de la mano de Roberto Saporiti, ya con el equipo cordobés en el Torneo Argentino A. Si bien su posición natural es la de marcador central, también ha jugado como lateral izquierdo y hasta de volante por ese sector. Su mejor temporada fue la 2010/11, donde marcó 7 goles en 30 partidos jugados. En el club cordobés normalmente jugaba como lateral izquierdo, siendo titular muchos partidos pero a veces cuestionado por los hinchas, por lo que no hubo problemas con su salida del club.
A mediados de 2012 dejó Talleres, donde redondeó un total de 73 partidos jugados y 11 goles convertidos, y pasó a Unión de Santa Fe, club que milita en la Primera División. El vínculo es a préstamo por un año y con una opción de compra a favor del equipo santafesino.
A mediados de 2013 volvió a Talleres y fue cedido a préstamo nuevamente, esta vez a Tigre.
En julio de 2014 vuelve de Tigre y es cedido al Godoy Cruz de Mendoza por 18 meses con opción de compra.
En enero de 2016 es nuevo refuerzo de Sarmiento de Junín de la Primera División.

## Clubes
- Actualizado al 17 de agosto de 2025

| Club                        | Div.                | Temporada           | Liga  | Liga  | Copa nacional | Copa nacional | Copa internacional | Copa internacional | Total | Total |
| Club                        | Div.                | Temporada           | Part. | Goles | Part.         | Goles         | Part.              | Goles              | Part. | Goles |
| --------------------------- | ------------------- | ------------------- | ----- | ----- | ------------- | ------------- | ------------------ | ------------------ | ----- | ----- |
| Talleres Argentina          | 3.ª                 | 2009/10             | ?     | 2     | -             | -             | -                  | -                  | ?     | 2     |
| Talleres Argentina          | 3.ª                 | 2010/11             | ?     | 7     | -             | -             | -                  | -                  | ?     | 7     |
| Talleres Argentina          | 3.ª                 | 2011/12             | ?     | 1     | -             | -             | -                  | -                  | ?     | 1     |
| Talleres Argentina          | Total               | Total               | 72    | 10    | -             | -             | -                  | -                  | 72    | 10    |
| Unión Argentina             | 1.ª                 | 2012/13             | 12    | 2     | 0             | 0             | -                  | -                  | 12    | 2     |
| Unión Argentina             | Total               | Total               | 12    | 2     | 0             | 0             | -                  | -                  | 12    | 2     |
| Tigre Argentina             | 1.ª                 | 2013/14             | 37    | 2     | 0             | 0             | -                  | -                  | 37    | 2     |
| Tigre Argentina             | 1.ª                 | 2017/18             | 0     | 0     | 0             | 0             | -                  | -                  | 0     | 0     |
| Tigre Argentina             | Total               | Total               | 37    | 2     | 0             | 0             | -                  | -                  | 37    | 2     |
| Godoy Cruz Argentina        | 1.ª                 | 2014                | 13    | 2     | -             | -             | 1                  | 0                  | 14    | 2     |
| Godoy Cruz Argentina        | 1.ª                 | 2015                | 0     | 0     | 1             | 0             | -                  | -                  | 1     | 0     |
| Godoy Cruz Argentina        | Total               | Total               | 13    | 2     | 1             | 0             | 1                  | 0                  | 15    | 2     |
| Sarmiento (J) Argentina     | 1.ª                 | 2016                | 12    | 1     | -             | -             | -                  | -                  | 12    | 1     |
| Sarmiento (J) Argentina     | 1.ª                 | 2016/17             | 22    | 1     | 1             | 0             | -                  | -                  | 23    | 1     |
| Sarmiento (J) Argentina     | Total               | Total               | 34    | 2     | 1             | 0             | -                  | -                  | 35    | 2     |
| Racing (C) Argentina        | 3.ª                 | 2018/19             | 15    | 1     | 1             | 0             | -                  | -                  | 16    | 1     |
| Racing (C) Argentina        | Total               | Total               | 15    | 1     | 1             | 0             | -                  | -                  | 16    | 1     |
| Central Norte (S) Argentina | 3.ª                 | 2019/20             | 20    | 1     | 2             | 0             | -                  | -                  | 22    | 1     |
| Central Norte (S) Argentina | Total               | Total               | 20    | 1     | 2             | 0             | -                  | -                  | 22    | 1     |
| Gimnasia (J) Argentina      | 2.ª                 | 2020                | 4     | 0     | -             | -             | -                  | -                  | 4     | 0     |
| Gimnasia (J) Argentina      | 2.ª                 | 2021                | 25    | 1     | -             | -             | -                  | -                  | 25    | 1     |
| Gimnasia (J) Argentina      | 2.ª                 | 2022                | 35    | 3     | 3             | 1             | -                  | -                  | 38    | 4     |
| Gimnasia (J) Argentina      | 2.ª                 | 2023                | 27    | 3     | -             | -             | -                  | -                  | 27    | 3     |
| Gimnasia (J) Argentina      | 2.ª                 | 2024                | 38    | 0     | -             | -             | -                  | -                  | 38    | 0     |
| Gimnasia (J) Argentina      | 2.ª                 | 2025                | 23    | 0     | 1             | 0             | -                  | -                  | 24    | 0     |
| Gimnasia (J) Argentina      | Total               | Total               | 152   | 7     | 4             | 1             | -                  | -                  | 156   | 8     |
| Total en su carrera         | Total en su carrera | Total en su carrera | 355   | 27    | 9             | 1             | 1                  | 0                  | 365   | 28    |